# Christopher Gäng
Christopher Gäng (Mannheim, 10 mei 1988) is een Duits voetballer die speelt als doelman voor SG Sonnenhof Großaspach.

## Carrière
Gäng maakte zijn professionele debuut voor Hertha in de Bundesliga op 11 november 2008 tegen Werder Bremen omdat de eerste doelman, Jaroslav Drobný geblesseerd was. Hij liet vijf doelpunten maken waardoor het team met 1-5 verloor en speelde niet meer voor het eerste team totdat hij de club verliet.